# Fernando Collor de Mello
Fernando Affonso Collor de Mello (Rio de Janeiro, 12 agosto 1949) è un ex politico brasiliano.
È stato presidente del Brasile dal 15 marzo 1990 al 29 dicembre 1992, sospeso dalle funzioni il 2 ottobre 1992 a seguito d'un'accusa di corruzione.

## Biografia
Giornalista e uomo politico populista di destra, capo del neocostituito Partito di ricostruzione nazionale (di orientamento liberal-conservatore), Collor de Mello fu il primo presidente eletto a suffragio diretto dopo 25 anni di dittatura.
Prese invano diverse iniziative per migliorare la situazione economica del Brasile: il piano Brasil novo, con la sua politica di austerità e privatizzazioni, fallì per le conseguenze economiche della crisi del Golfo Persico (1990-1991).
Nel 1991 organizzò insieme ai governi di Argentina, Uruguay e Paraguay il Mercato comune del Cono Sud (Mercosur), per facilitare il commercio nell'America meridionale.
Le accuse di corruzione, evasione fiscale ed esportazione di valuta mosse contro di lui e il suo governo spinsero la Camera dei deputati ad aprire un procedimento d'impetizione (impeachment) nei suoi confronti (29 settembre 1992). Collor de Mello fu destituito il 29 dicembre 1992, e il Senato lo dichiarò incompatibile con gli uffici pubblici per otto anni.
È senatore del Partito laburista brasiliano dal 2007.

## Vita privata
Di religione battista, ha sposato in prime nozze Celi Elizabeth Júlia Monteiro de Carvalho, ereditiera del Grupo Monteiro Aranha. Dal matrimonio sono nati due maschi: Arnon Afonso de Melo Neto  e Joaquim Pedro Monteiro de Carvalho Collor de Mello.
Nel 1980 è diventato padre di un altro maschio, Fernando datogli dall'ex amante Jucineide Brás da Silva. Fernando ha seguito le orme del padre.
Dal suo secondo matrimonio, con Rosane Brandão Malta, non sono nati figli.
Si è poi sposato con la terza e attuale sua moglie, Caroline Medeiros, che gli ha dato due figlie gemelle, Cecile e Celine.